# Friedrich Ebert
Friedrich Ebert (n. 4 februarie 1871 – d. 28 februarie 1925) a fost un om politic german al Partidului Social Democrat al Germaniei, care a îndeplinit funcția de președinte al Germaniei în perioada 1919-1925. 
A contribuit la redactarea Constituției de la Weimer. 